# Primula algida
Primula algida là một loài thực vật có hoa trong họ Anh thảo. Loài này được Adams miêu tả khoa học đầu tiên năm 1805.